# Łaszewo (województwo zachodniopomorskie)
Łaszewo (niem. Erdmannsthal) – osada w Polsce położona w województwie zachodniopomorskim, w powiecie choszczeńskim, w gminie Choszczno. W latach 1975–1998 miejscowość administracyjnie należała do województwa gorzowskiego. W roku 2007 osada liczyła 33 mieszkańców. Osada wchodzi w skład sołectwa Rzecko.

## Geografia
Osada leży ok. 2,5 km na południe od Rzecka, w pobliżu byłej linii kolejowej nr 410.